# British Empire Trophy 1949
British Empire Trophy 1949 je bila deveta dirka za Veliko nagrado v Sezoni Velikih nagrad 1949. Odvijala se je 26. maja 1949 v mestu Douglas na britanskem otoku Man.

## Rezultati

### Dirka
| Poz | Dirkač           | Dirkalnik        | Krogi | Čas/Odstop |
| --- | ---------------- | ---------------- | ----- | ---------- |
| 1   | Bob Gerard       | ERA B            | 36    | 1:57:56    |
| 2   | John Horsfall    | ERA B            | 36    | 1:59:23    |
| 3   | Fred Ashmore     | Maserati 4CLT    | 36    | 1:59:27    |
| 4   | Cuth Harrison    | ERA C            | 36    | 2:00:57    |
| 5   | Peter Walker     | ERA B            | 35    | +1 krog    |
| 6   | Tony Rolt        | Delahaye 135     | 35    | +1 krog    |
| 7   | David Hampshire  | ERA C            | 34    | +2 kroga   |
| 8   | Johnny Claes     | Talbot-Lago T26C | 34    | +2 kroga   |
| 9   | Geoffrey Ansell  | ERA B            | 34    | +2 kroga   |
| 10  | John Heath       | Alta GP          | 34    | +2 kroga   |
| 11  | Geoff Richardson | RRA              | 32    | +4 krogi   |
| 12  | Guy Jason-Henry  | Delahaye 135     | 32    | +4 krogi   |
| 13  | George Nixon     | ERA A            | 31    | +5 krogov  |

- Najhitrejši krog: Reg Parnell - 3:06